# Marisa Martín Blázquez
Marisa Martín Blázquez (Madrid, 27/10/1964) es una periodista española, especializada en crónica social.

## Trayectoria
Licenciada en periodismo por la Universidad Complutense de Madrid, comenzó su carrera profesional a mediados de la década de 1980, en la Agencia de noticias Korpa. Poco después, en 1991, creaba la Agencia Teleobjetivo junto a su marido.
Especializada en crónica rosa, desde la década de 2000 su presencia ha sido habitual como comentarista de actualidad en numerosos programas de televisión, casi todos ellos en Telecinco, pudiendo destacarse A tu lado (2002-2007), Salsa rosa (2004-2006), Sábado Dolce Vita (2006-2007), La noria (2007-2012), El programa de Ana Rosa (desde 2008), Enemigos íntimos (2010-2011), Materia reservada (2012-2013), ¡Qué tiempo tan feliz! (2012-2017), Abre los ojos y mira (2013-2014), Deluxe (2014-2017) y Viva la vida (desde 2017). Además, en 2009, presentó el programa Está pasando junto a Daniel Domenjó.

## Vida privada
Contrajo matrimonio con el también periodista Antonio Montero el 8 de septiembre de 1989, es madre de dos hijos, Nicolás y María. El matrimonio finalizó en 2015.

## Trayectoria profesional
| Año                      | Título                  | Cadena    | Rol          |
| ------------------------ | ----------------------- | --------- | ------------ |
| 2002-2007                | A tu lado               | Telecinco | Colaboradora |
| 2004-2006                | Salsa rosa              | Telecinco | Colaboradora |
| 2006-2007                | Sábado Dolce Vita       | Telecinco | Colaboradora |
| 2007-2012                | La noria                | Telecinco | Colaboradora |
| 2008-2023; 2025-presente | El programa de Ana Rosa | Telecinco | Colaboradora |
| 2009                     | Está pasando            | Telecinco | Presentadora |
| 2010-2011                | Enemigos íntimos        | Telecinco | Colaboradora |
| 2012-2017                | ¡Qué tiempo tan feliz!  | Telecinco | Colaboradora |
| 2012-2013                | Materia reservada       | Telecinco | Colaboradora |
| 2013-2014                | Abre los ojos y mira    | Telecinco | Colaboradora |
| 2014-2017                | Deluxe                  | Telecinco | Colaboradora |
| 2017-2022                | Viva la vida            | Telecinco | Colaboradora |
| 2022                     | Ya es verano            | Telecinco | Colaboradora |
| 2023-presente            | Fiesta                  | Telecinco | Colaboradora |
| 2023-2025                | Tardear                 | Telecinco | Colaboradora |
| 2023                     | Fiesta de verano        | Telecinco | Colaboradora |
| 2024-presente            | Vamos a ver verano      | Telecinco | Colaboradora |